# فرناند كوليبالي
فرناند كوليبالي (بالفرنسية: Fernand Coulibaly)‏ (1 أغسطس 1971 في مالي - ) هو لاعب كرة قدم مالي في مركز الهجوم، شارك في كأس الأمم الأفريقية 1994. وشارك مع منتخب مالي لكرة القدم. أما مع النوادي، فقد لعب مع أضنة دمير سبور وأنقرة غوجو ودنيزلي سبور وستاد لافال وغازي عنتاب سبور ونادي الوحدة ونادي سانت إتيان وSiirtspor ‏ وديار بكر سبور ‏ وفانسبور.

## وصلات خارجية
- فرناند كوليبالي على موقع اتحاد تركيا (لاعب) (الإنجليزية)
- فرناند كوليبالي على موقع قاعدة بيانات كرة القدم.إي يو (الإنجليزية)
- فرناند كوليبالي على موقع ناشيونال فوتبول تيمز (الإنجليزية)
- فرناند كوليبالي على موقع Soccerway.com (الإنجليزية)
- فرناند كوليبالي على موقع عالم كرة القدم.نت (الإنجليزية)
- فرناند كوليبالي على موقع GSA (الإنجليزية)